# Charles Lennox (1. książę Richmond)
Charles Lennox (ur. 29 lipca 1672 w Londynie, zm. 27 maja 1723 w Goodwood w Sussex) – brytyjski arystokrata, nieślubny syn króla Anglii i Szkocji Karola II i jego kochanki, Louise de Kéroualle, księżnej Portsmouth.
9 sierpnia 1675 r. został mianowany parem Anglii jako książę Richmond, hrabia Marchii i baron Settrington, zaś 9 września parem Szkocji jako książę Lennox, hrabia Darnley i lord Torbolton. Od Ludwika XIV otrzymał również francuski tytuł księcia d’Aubigny. W 1681 r. został kawalerem Orderu Podwiązki i Koniuszym Królewskim (do 1685 r.). Został też pomocnikiem księcia Yorku jako dożywotniego Lorda Wielkiego Admirała Szkocji. Po jego śmierci w 1701 r., Richmond do 1705 r. osobiście sprawował ten urząd.
Richmond był stronnikiem króla Jakuba II i popierał go przeciwko Wilhelmowi Orańskiemu. Jego flirt z jakobityzmem nie trwał jednak długo i Richmond szybko pogodził się królem Wilhelmem III.
Prawdopodobnie w 1696 r. został mistrzem loży masońskiej w Chichester. Książę jest jednym z nielicznych znanych ówczesnych wolnomularzy i jednym z najwyżej postawionych.
8 stycznia 1692 r. poślubił Anne Brudenell (1662 – 9 grudnia 1722), córkę Francisa Brudenella, lorda Brudenell i lady Frances Savile, córki 1. hrabiego Sussex. Charles i Anne mieli razem syna i dwie córki:
- Louisa Lennox (24 grudnia 1694 – 15 stycznia 1717), żona Jamesa Berkeleya, 3. hrabiego Berkeley, miała dzieci
- Charles Lennox (18 maja 1701 – 8 sierpnia 1750), 2. książę Richmond i 2. książę Lennox
- Anne Lennox (24 czerwca 1703 – 20 października 1789), żona Willema van Keppela, 2. hrabiego Albemarle, miała dzieci